# 9518 Robbynaish
9518 Robbynaish (1978 GA) là một tiểu hành tinh vành đai chính.